# Халаибски триъгълник
Халаибският триъгълник (на арабски: مثلث حلائب; на английски: Hala'ib Triangle) е спорна територия с площ 20 580 км² на границата между Египет и Судан. Намира се в крайната източна част на двете страни, на брега на Червено море, има триъгълна форма, поради което е наречена така. Най-голямо селище в територията е град Халаиб.
Спорната територия през почти целия 20 век е била под контрола на Судан. Към момента е фактическо владение на Египет. Освен Халаибския триъгълник има още една спорна територия между двете страни, намираща се от двете страни на 22-рия паралел (Бир Тауил). В географско отношение, Халаибският триъгълник е част от Нубия. В него се намира египетският национален парк Гебел Елба, открити са и запаси от нефт.
Принадлежността на Халаибския триъгълник не е определена от резолюция на ООН. Всяка държава–член на организацията има свое признание на държавната граница между Египет и Судан, в зависимост от това дали смята за правдиво положението от 1899 или 1902 г.

## История на конфликта
В края на 18 век спорната територия е част от държавата Нубия (днешен Судан). През 20-те години на 19 век голяма част от Судан, включително и района на Халаиб са част от Египет. През 70-те години управлението на Судан фактически преминава под контрола на Великобритания. В началото на 80-те години англичаните са изтласкани от възстаналите местни племена.
През 1898 година Великобритания и Египет с общи усилия разгромяват въстанието и през 1899 година обявяват Судан за свой кондоминиум. Северната му граница е установена и преминава по протежение на 22-рия паралел. Така районът на Халаиб формално става част от Египет. През 1902 година Великобритания едностранно променя границата като връща „триъгълника“ на Судан. При този акт не са подписвани официални договори от страна на Египет, който „де факто“ в този момент е окупиран от британска армия, но „де юре“ е независима държава, призната и от Великобритания.
На 12 ноември 1955 година Судан получава независимост. През 1958 година тогавашния президент на Египет Насър изпраща армия в района на Халаиб, но още същия месец тя е отзована като отстъпва триъгълника на Судан. До 90-те години на 20 век Египет не е предявява претенции към Судан тъй като смята своя съсед като свой стратегически съюзник, поддържал Египет по време на войните с Израел.
През 1992 година Египет изразява крайно недоволство си към действията на Судан, който отдава крайбрежието на Халаиб на концесия на канадската нефтена компания International Petroleum Corporation.
В същата година възниква и въоръжени сблъсъци между суданските и египетските гранични части. В последните два конфликта военни автомобили атакуват судански гранични постове като в резултат на това загиват двама судански полицаи, а четирима са ранени. Президентът Хосни Мубарак изразява съжаление и обещава компенсации. Двете страни се договарят да не нагнетяват допълнително обстановката.
В периода 1993-1994 на границата периодично възникват спречквания, а през 1995 година Египет изпраща армия и взема района под свой контрал с изключение на град Халаиб. Освен това Кайро обвинява Хартум за това, че предоставя убежище на екстремистки елементи и създава лагери за подготовка на терористи на своя територия като им предоставя и оръжие. Ситуацията допълнително се усложнява след неуспешния опит за покушение над Хосни Мубарак при посещението му в Адис Абеба през юни 1996 година. Египет обвинява в съучастие суданските власти за покушението.
В същото време в Судан се разраства конфликта с немюсюлманското малцинство в Южен Судан. При създалата се сиитуация и двете страни смятат, че продължаването на ескалацията между тях само ще влоши политическата обстановка в региона и от 1997 година напрежението помежду им постепенно спада.

## Съвременно положение
През 2000 година Судан изтегля своите войски от град Халаиб и спорната територия остава напълно под египетски контрол. Въпреки това въпросът за принадлежността на триъгълника и не е разрешен. През август 2002 президентът на Судан Омар ал-Башир съобщава, че е отправил молба към Съвета за сигурност на ООН за преразглеждане на принадлежността на спорната територия, която е част от Судан. През 2004 година той потвърждава решението си да убеди ООН да признае Халаибския триъгълник за част от Судан.
На 14 октомври 2006 година суданското правителство подписва мирно споразумение с групировката „Източен фронт“, действаща в Източен Судан от 2005. В групировката участва представители на арабски племена от района на спорния триъгълник. Те заявяват, че Халаиб е суверенна част от Судан, а на негова територия живее население, което в етническо и религиозно отношение е свързано със Судан.

## Природа и туризъм
Югоизточната част на Халаибския триъгълник има уникален климат. Египет я обявява за национален парк. Благодарение на близкото разположение на Червено море (между 15 и 30 км западно от морето) и влажните североизточни ветрове количеството на валежите в този район е значително повече от останалите части на Египет. Флората в резервата е представена от 458 видове растения и представляват почти четвърт от растителните видове в страната.
Пресичането на судано-египетската граница в района на триъгълника е забранено. От 2005 година египетското Министерството на туризма разрешава на туристите, посещаващи страната, да пътуват и до Халаибския триъгълник. В района са в обращение валутите и на двете страни, действат едновременно и мобилни оператори от Египет и Судан.